# إليزابيث غاسكل

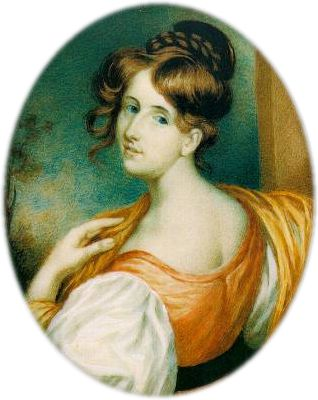
إليزابيث غاسك
لوحة لوليام جون طومسون، 1832

اليزابيث غاسكل (بالإنجليزية: Elizabeth Gaskell) (29 سبتمبر 1810 إلى 12 نوفمبر 1865) التي تدعى عادةً «بالسيدة غاسكل»، كانت من أشهر الروائيين وكتاب القصص القصيرة الإنجليز خلال العصر الفيكتوري. من أكثر أعمالها شهرة سيرة حياة شارلوت برونتي. تعرض روايات السيدة غاسكل صورة مفصلة عن حياة العديد من طبقات المجتمع، بالإضافة إلى الفقراء جداً.

## بداية حياتها
ولدت غاسكل في 29 من سبتمر في 1810، في جاين والك 93، تشيلسي. كانت غاسكل ثامن أبناء والديها ترتيباً وآخرهم. كان أبوها وليام ستيفنسن راهب اسكوتلندي في فايلزورث بالقرب من مانشستر، ولكنه استقال من منصبه لأسباب تتعلق بضميره تجاه المهنة، وبذلك نقل عائلته إلى لندن في 1806 مع النية للذهاب إلى الهند بعد تسميته السكرتير الخاص لإيرل لوديردايل الذي كان سيصبح الوالي العام لالهند. لم ينل ستيفنسن هذا المنصب.
خلال فترة نمو غاسكل كان مستقبلها غير محدد لأنها لم تكن تملك ميراثاً ولا منزلاً مستقراً، بالرغم من أنها كانت ضيفة دائمة لدى منزل خالتها. تزوج أبوها مجدداً من كاثرين تومبسون في 1814، ثم حظي الزوجان بوريث (وليام) الذي ولد في 1815.
معظم طفولة إليزابيث كانت في جيشاير، حيث عاشت مع خالتها (هانا لمب) في نتسفورد.
أيضاً قضت بعض الوقت في نيوكاستل مع عائلة المحترم وليام ترنر. كانت زوجة أبيها أخت الفنان الاسكتلندي وليام جون تومبسون، الذي رسم صورة غاسكل في مانشستر عام 1832. أيضاً خلال تلك الفترة التقى بها وتزوجها وليام غاسكل الذي كان لديه خبرة في الأدب أيضاً. قضى الزوجان شهر العسل في نورث وايلز حيث أقاما عند عم غاسكل.

## الحياة الزوجية وبلايماوث
الزوجان استقرا في مانشستر حيث المحيط الصناعي عرض الهام لروايات أليزابيث. أنجبت غاسكل العديد من الأطفال.
استأجر الزوجان فيلا في بلايماوث غروف في 1850، بعد نشر أول رواية لغاسكل، وعاشت مع عائلتها حتى وفاتها بعد 15 عام. جميع روايات غاسكل -ما عدا واحدة- كُتبت في بلايماوث غروف، عندما كان زوجها يعلم الفقراء في الحي. المجتمعات التي عاشت بها غاسكل احتوت على العديد من الأدباء العظماء.
كان من ضمن الزوار إلى بلايماوث غروف: تشارلز ديكنز وجون رسكن وهارييت بيشر ستو وتشارلز اليوت نورتون. من أقرب صديقات غاسكل كانت شارلوت برونتي التي أقامت لدى غاسكل ثلاث مرات وفي إحدى الزيارات اختبأت تشارلوت خلف الستارة بسبب خجلها من مقابلة زوار غاسكل.
أليزابيث غاسكل توفت في هوليبورن في هامبشاير في 1865 وكان عمرها 55 سنة.

## أسلوبها الأدبي
أول رواية لغاسكل كانت «ماري بارتون» نشرت في 1848. أكثر الروايات شهرةً لها هم: «كرانفورد» و«نورث آند ساوث» و«وايفز آند دوترز»
اشتهرت غاسكل لكتاباتها وخصوصاً كتاباتها عن الأشباح، بمساعدة صديقها تشارلز ديكنز الذي نشر أعمالها في مجلته «هاوسهولد وردز». قصصها عن الأشباح مختلفة تماماً عن أسلوب رواياتها الخيالية عن الصناعة.
بالرغم من أن كتاباتها توافق العادات الفكتورية إلا أنها تصمم رواياتها لتكون من منطلق التطور في الآراء والاتجاهات خصوصاً تجاه المرأة وشخصيتها في رواياتها حيث القصص المعقدة والشخصيات النسائية القوية.
بالإضافة إلى كتاباتها الخيالية، كتبت غاسكل السيرة الذاتية لشارلوت برونتي التي لعبت دور مهم في إطلاق شهرة صديقتها الكاتبة تشارلوت.

## أعمالها

### الروايات القصيره والمجموعات
- كوخ مورلاند (1850)
- اعترافات السيد هاريسون (1851)
- الممرضة العجوز (1852)
- ليزي لي (1855)
- حول الأريكة (1859)
- الساحرة لويس (1859- 1861)
- قريب فيليس (1864)
- المرأة الرمادية (1865)

### قصص قصيرة
- بطل سيكستون (1847)
- ثلاثة عصور ليبي مارش (1847)
- عواصف عيد الميلاد وأشعة الشمس (1847)
- مارثا بريستون (1850)
- بئر بن مورفا (1850)
- قلب جون ميدلتون (1850)
- الإختفاء (1851)
- مشكل بيسي في المنزل (1852)
- كمبرلاند: جزازو الأغنام (1853)
- قاغة مورتون (1853)
- الساحة (1853)
- سيدي الفرنسي (1853)
- آداب الشركة (1854)
- عذاب عائلة جريفيث (1858)
- حادثه في شلالات نياجرا (1858)
- خطيئة الأب (1858) - أعيد نشرها لاحقا باسم «الحق في النهاية»
- زواج مانشستر (1858)
- البيت المسكون (1859)
- الشبح في غرفة الحديقة (1859) - أعيد نشرها لاحقا باسم «فزع كروكد»
- فضولي إذا كان صحيحا (1860)
- المرأة الرمادية (1861)
- ستة أسابيع في هيبنهايم (1862)
- القفص في كرانفورد (1863)

## روايات
- شمال وجنوب (رواية) (1854- 1855)
- ماري بارتون (1848)
- كرانفورد (1851-1853)
- الرحمة (1853)
- سيدتي لودلو (1858)
- عمل الليلة المظلمة (1863)
- عشاق سيلفيا (1863)
- زوجات وبنات: قصة كل يوم (1864- 1866)

## روابط خارجية
- إليزابيث غاسكل على موقع IMDb (الإنجليزية)
- إليزابيث غاسكل على موقع الموسوعة البريطانية (الإنجليزية)
- إليزابيث غاسكل على موقع ميوزك برينز (الإنجليزية)
- إليزابيث غاسكل على موقع إن إن دي بي (الإنجليزية)
- إليزابيث غاسكل على موقع ديسكوغز (الإنجليزية)